# Liudmila Putina
Liudmila Alexandrovna Putina (em russo: Людми́ла Алекса́ндровна Пу́тина, Caliningrado, 6 de janeiro de 1958) é uma linguísta russa que serviu como Primeira-dama da Rússia de 2000 a 2008 e de 2012 a 2014 enquanto era casada com o seu então marido Vladimir Putin, o atual presidente e ex-primeiro-ministro da Rússia.
É diplomada em letras, pela Universidade Federal de Leningrado, onde conheceu Putin. Trabalhou como hospedeira (aeromoça, no Brasil) na Aeroflot e, entre 1990 e 1994, ensinou alemão na Universidade. Viveu na Alemanha Oriental, onde nasceram as suas filhas Maria (no dia 28 de abril de 1985, em Leningrado, hoje, São Petersburgo) e Ecaterina (no dia 31 de agosto de 1986, em Dresden, Alemanha).
A 6 de junho de 2013, Liudmila anunciou publicamente o divórcio de Vladimir Putin, após anos de especulações, já que a primeira-dama raramente era vista ao lado do presidente. Diz-se, que a sua filha Maria lhe deu um neto, nascido em Moscovo em dezembro de 2012. Mas esta informação não foi confirmada, quer pelo governo, quer pela família.